# Ormia ochracea
Espèce
Ormia ochracea est une petite espèce de mouches de la famille des Tachinidae.
Cette espèce parasite un grillon (Teleogryllus oceanicus) que l'on rencontre à Hawaï. Elle pond ses œufs sur les mâles et repère les hôtes potentiels de ses larves grâce à leurs stridulations. Les grillons parasités meurent en une semaine.
C'est une petite mouche nocturne, dont le système auditif est remarquable de précision en ce qui concerne la localisation des sons. Cette faculté auditive repose sur un système de double tympans, directement connectés. Des travaux de biomimétique cherchent à copier l'appareil auditif d'Ormia ochracea, pour mettre au point des prothèses auditives plus performantes pour les malentendants ou encore développer des micros directionnels ou de nouvelles technologies militaires.